# Ted Brandsen
Ted Brandsen (* 1959 in Kortenhoef) ist ein niederländischer Balletttänzer und Choreograph.
Brandsen begann seine Ausbildung als Tänzer in den USA, während er als Austauschstudent Geschichte, Drama und Informatik am Hamilton College studierte. Er besuchte dann die Scapino-Ballettschule in Amsterdam und wurde 1981 an das Het Nationale Ballet engagiert. Hier sammelte er während eines Choreographie-Workshops 1985 erste Erfahrungen als Choreograph.
1991 verließ er das Nationalballett, um als freischaffender Choreograph zu arbeiten. Er choreographierte für verschiedene niederländische Ballettgruppen, darunter das Fernsehballett der Nederlandse Omroep Stichting, für den Amsterdam Fund for the Arts, das CaDance Festival und das Holland Dance Festival in Den Haag. Es entstanden Werke wie Four Sections (1992), Crossing the Border (1993), Blue Field (1995) und Bach Moves (1995).
1995 übernahm Brandsen die künstlerische Leitung des West Australian Ballet, mit dem er neben einaktigen Stücken wie Carmen und Bridge Variations mehrere abendfüllende Aufführungen realisierte, darunter Chrissie Parrotts Coppelia, Romeo and Juliet in eigener Choreographie. Für die Carmen wurde er mit dem Australian Dance Award for Choreography ausgezeichnet. Daneben beauftragte er australische Choreographen wie Stephen Page, Gideon Obarzanek, Natalie Weir, Simone Clifford und Adrian Burnett mit kurzen Einaktern für seine Truppe.
2001 kehrte Brandsen als stellvertretender Direktor und Choreograph an das niederländische Nationalballett zurück, 2003 wurde er Nachfolger von Wayne Eagling als künstlerischer Leiter. Hier entstanden u. a. die Kreationen  Light Journey (2002), Body (2004), Firebird (2004), Stealing Time (2006), Hallelujah Junction (2007), Coppelia (2008), In Between (2008), Duo (2010), Raï (2011), Verge (2013) und Mata Hari (2016).
2019 wurde Brandsen mit dem Amsterdam-Preis für Kunst in der Kategorie „Bewiesene Qualität“ ausgezeichnet.